# Chiton

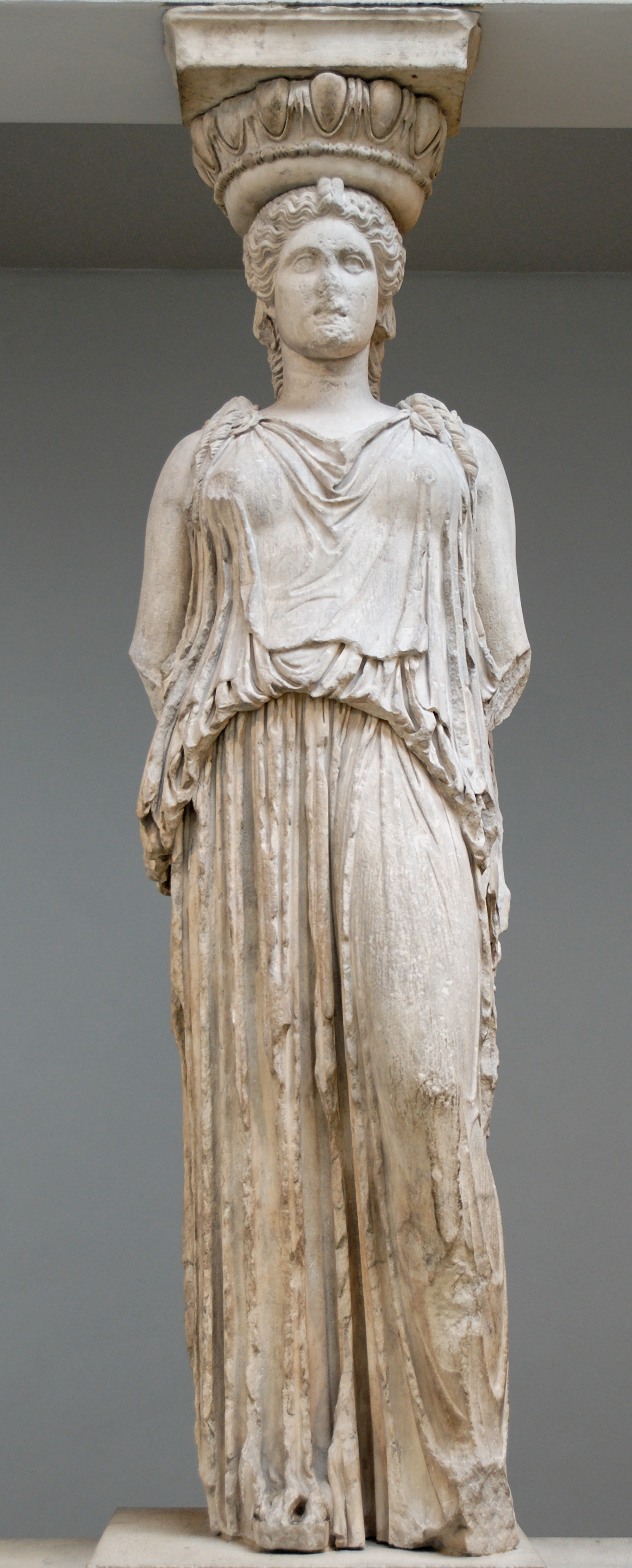
Dívka v chitónu
(Erechtheion, Athény)

Chiton (starořecky: χίτων) bylo starořecké spodní prádlo, které nosili muži i ženy; když vycházeli z domu, oblékali přes něj ještě svrchní oděv, himation. Rozlišujeme chiton dórský a chiton iónský. 

## Nošení a druhy chitonu
Dórský chitón, nazývaný také chlaina, byl kus vlněné nebo lněné látky, který se obepínal kolem těla a přichycoval sponou nebo knoflíkem. 
Ionský chiton byl oproti tomu pytlovitého tvaru, ze lněné látky, a přetahoval se přes hlavu. Mohl mít také krátké rukávy, dlouhé rukávy se objevují až v helénismu. 
Difthera byl kožený chiton, typický oblek otroků i venkovanů.
V době Homérově byl ionský chiton oblekem mužským a ženy nosily peplos. Během peloponéských válek se začíná opět používat dórský chiton, přes obě ramena ho nosili svobodní muži. 
Otroci nosili chiton pouze přes jedno rameno, aby pravá ruka zůstala volná k práci. 

Oblékání dórského chitonu

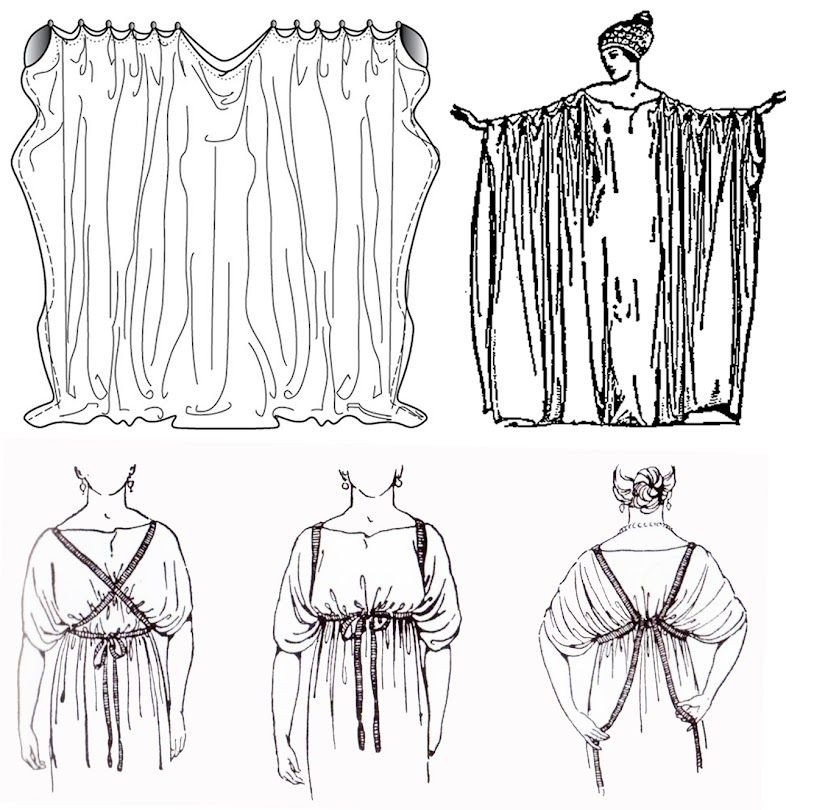
Ionský chiton

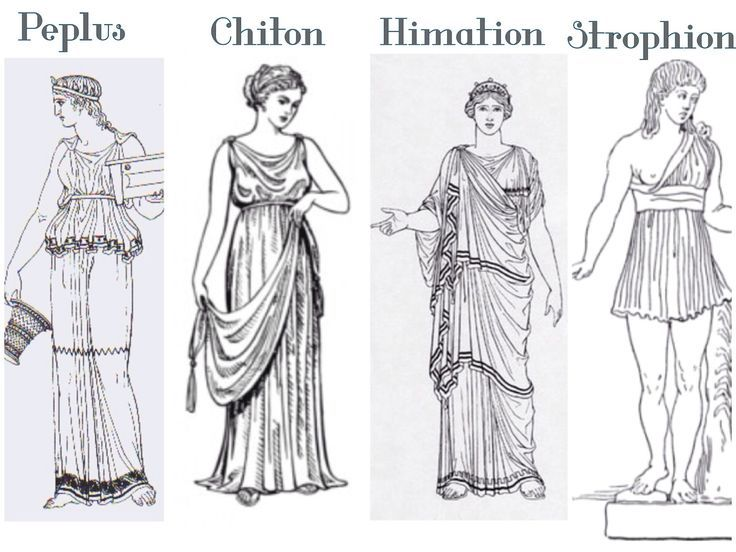
Typy starořeckých oděvů

Přes delší ženský chiton se nosil pás a protože byl příliš dlouhý, vykasala se přesahující látka nad pás, takže vznikl záhyb zvaný kolpos.